# Wanouchi
Wanouchi (jap. 輪之内町 Wanouchi-chō) – miasto w Japonii, na wyspie Honsiu, w prefekturze Gifu. Według danych na rok 2020 miejscowość zamieszkiwało 9 654 mieszkańców , a gęstość zaludnienia wyniosła 432,3 os./km².